# Ruth Heilmann
Ruth Thomsen Heilmann (født 5. april 1945 i Arsuk i Vestgrønland) er en grønlandsk politiker. Hun repræsenterer Siumut.
Ruth Heilmann er læreruddannet i 1987, hvorefter hun arbejdede som underviser i en årrække.
I 1989 blev hun valgt ind i kommunalbestyrelsen i det daværende Maniitsoq Kommune for Siumut. I perioden fra 1997 til 2001 var hun borgmester samme sted.
I 1995 blev hun valgt til Grønlands Landsting. Hun blev formand for socialreformkommissionen indtil 1997. Hun sad i landstinget frem til 2013. Ved landstingsvalgene i 2013 og 2014 blev hun ikke valgt ind, men fungerede som en af Siumuts stedfortrædere.
I Regeringen Hans Enoksen I havde hun en kort periode som minister (naalakkersuisoq) for Undervisning i 2002. I Regeringen Hans Enoksen II i 2003 blev hun minister for Familie og Sundhed.
Da Jonathan Motzfeldt i januar 2008 trak sig som formand for Grønlands Landsting, overtog Ruth Heilmann posten. Dermed var hun valgt som den første kvindelige formand for Landstinget, en post hun blev på indtil valget i 2009. Hun var med til at føre forhandlingerne om Grønlands selvstyre til ende, så selvstyret kunne blive indført den 21. juni 2009. 
Gennem hele sit politiske virke var Ruth Heilmann en stor fortaler for at bedre leveforholdene i de grønlandske kystbyer.
Ruth Heilmann vandt ugeavisen Sermitsiaqs pris "årets uvak" (løst oversat: årets kludremikkel) i 2008.

## Udmærkelser
29. april 2016 blev hun tildelt Nersornaat i guld.
Ruth Heilmann er en af de 30 kvindelige politikere som blev foreviget på et stort maleri på 3x5 meter i Folketingets Samtaleværelse i 2024.

## Foreningslivet
Ruth Heilmann har været aktiv i mange organisationer og foreninger, herunder som medstifter af Grønlands Håndboldforbund og Maniitsoq Kunstforening.